# Alpsegen

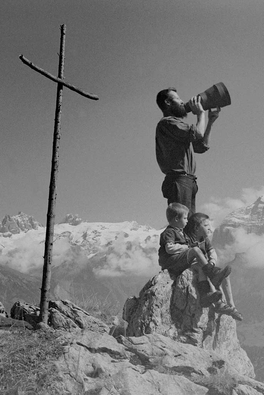
Betruf Zentralschweiz

Der Alpsegen, auch Betruf, Ave-Maria-Rufen, Sennen-Ave (in Liechtenstein)  oder Sankt-Johannis-Segen genannt, ist ein Schutzgebet in Form eines Sprechgesangs. In einigen katholischen Teilen der Alpen wird er allabendlich vom Senn auf einer kleinen Anhöhe seiner Alp / Alm gerufen.

## Bezeichnung
In der deutschsprachigen Schweiz wird der Schutzruf zumeist «Alpsegen» genannt. In der Innerschweiz wird teilweise die Bezeichnung «Betruf» bevorzugt, damit keine Konfusion mit dem Akt der Segnung der Alp zu Beginn des Sommers entsteht.

## Verbreitung
Der Betruf ist in katholischen Berggebieten der Schweiz verbreitet: In den Kantonen Uri, Schwyz, Obwalden, Nidwalden, in Teilen des Kantons Luzern (in der Gegend des Pilatus und im Entlebuch), im Kanton St. Gallen (Sarganserland), im Kanton Appenzell Innerrhoden und in Teilen des Kantons Wallis (Oberwallis) sowie des Kantons Graubünden (Surselva). Auch im Fürstentum Liechtenstein, im österreichischen Vorarlberg und im süddeutschen Allgäu wird er praktiziert.

## Geschichte
Der Betruf gehört mutmaßlich zu den ältesten christlichen Traditionen in der Schweiz. Dem Ritual kommt eine ähnliche Schutzfunktion für die Viehherde zu wie der früher allabendlich gesungenen oder auf einem Blasinstrument vorgetragenen Kuhreihen-Melodie. Vorgänger der Alpsegen sind wahrscheinlich Viehsegen, für die handschriftliche Belege aus dem 14. Jahrhundert überliefert sind. Auf dem Gebiet der heutigen Schweiz sind Betrufe erstmals im 16. Jahrhundert auf dem Pilatus beim Luzerner Stadtschreiber Renward Cysat erwähnt. 1609 verbot die Luzerner Obrigkeit das Ritual, da es heidnisch sei. Daraufhin soll ein Jesuitenpater, Johann Baptist Dillier (1668–1745), den Text christlich umgedeutet haben. 1767 wurde erstmals der Text eines Betrufs schriftlich festgehalten.

## Form und Inhalt
Es handelt sich um einen textbezogenen Sprechgesang mit Rufmelodik und psalmodierendem Vortrag ohne Liedgestalt. In einer Art Gebetsrezitation werden nach allen vier Himmelsrichtungen Maria und die Schutzheiligen nach Schutz für alle Lebewesen und die Habe auf der Alp angerufen.
Der Älpler benutzt zur megaphonartigen Verstärkung seiner Stimme einen hölzernen oder blechernen Milchtrichter (Folle), durch den er seine Bitte auf vier bis fünf Rezitationstönen singt, um „alles, was auf dieser Alp ischt und dazugehört, zu behüätä und zu bewahre“ (Ringmotiv in der Innerschweiz) oder das Vieh „vor dem Wolf sin Rache“ und „dem Bäre si Tatze“ (Sarganserland) zu beschützen.